# ضاري الفياض
ضاري علي فیاض العلي العامري وهو سياسي عراقي وزعيم قبلي، شغل منصب شيخ مشايخ البو عامر.
شغل منصب عضو في الجمعية الوطنية الانتقالية المؤقتة عامي 2004 و2005 عن قائمة الائتلاف العراقي الموحد، وشغل رئيس السن لفترة حتى انتخاب الرئيس الدائم للمجلس، ثم منصب عضو في شؤون المحافظات والشكاوي في الجمعية وبقي عضوا في الجمعية حتى مقتله في 28 حزيران 2005.
كما شغل منصب عضو في البرلمان العراقي في العهد الملكي.
توجد مستشفى في منطقة بوب الشام شمال شرق بغداد تحمل اسمه، علما أن المستشفى كانت تحمل اسم حماد شهاب قبل غزو العراق، وكانت مستشفى عسكرية قبل تحويلها إلى مدنية.
أما ابنه الأكبر هو الشيخ خميس ضاري علي الفياض، والذي توفي في سنة 1991 وله من الأبناء محمد الفياض وحيدر وأحمد وفلاح.
خلف الشيخ ضرغام ضاري الفياض أباه في منصب شيخ عشائر البوعامر، أما ابنه علي ضاري الفياض في انتخب نائبا في مجلس النواب العراقي في دورته الثانية.
أما الشيخ إدهام ضاري الفياض في ترشح عام 2010 في قائمة شهيد المحراب والقوى المستقلة، وفي عام 2014 ترشح في قائمة ائتلاف العراق.